# Dysaesthesia aethiopica

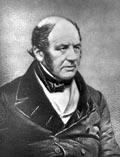
Сэмюэль Картрайт

Dysaesthesia aethiopica (также dysesthesia aethiopica; буквально «дизестезия эфиопов») — психиатрический диагноз, сформулированный в 1851 году американским врачом Сэмюэлем Картрайтом (Dr. Samuel A. Cartwright) из Луизианской медицинской ассоциации, объясняющий причины лени у чёрных рабов. Как и драпетомания, является примером псевдонаучного расизма.
По Картрайту, данное заболевание поражает только чернокожих. К основным симптомам заболевания он относил частичную нечувствительность кожи и «столь сильную слабость интеллектуальных способностей, будто бы человек находится в полусне». В прочие симптомы были включены «поражения тела, которые могут обнаружить медицинские исследователи, всегда в достаточной степени присутствующие и достаточные для учёта». Как утверждал Картрайт, именно Dysaesthesia aethiopica заставляла многих рабов «не обращать внимания на права собственности… пренебрегать работой… вызывать беспорядки и выступать против надсмотрщиков».
Картрайт отметил, что существование данного заболевания было чётко и определённо обозначено, но другие врачи не замечали его, так как их внимание недостаточно было обращено на недуги негроидной расы. Согласно Картрайту, заболевание сильнее распространено среди свободно живущих негров, нежели среди рабов на плантации, и на плантации им заболевают лишь те негры, что живут как свободные в плане диеты, питья и физических упражнений. Из этого Картрайт выводил необходимость для негров быть направляемыми и руководимыми белыми людьми.
Основной симптом, нечувствительность кожи, Картрайт считал легко излечимым «физиологическими принципами»: например, промыть больной участок водой с мылом, смазать маслом, после чего выпороть широким кожаным ремнём и отправить на тяжёлую работу на солнцепёк. После данного лечения негр, по Картрайту, должен быть благодарен белому человеку за восстановление ощущений и развеяние тумана, омрачавшего сознание.
Ванесса Джексон (Vanessa Jackson) отмечала, что при такой схеме лечения и диагностики следы от «лечебной» порки могли быть симптомом, подтверждающим наличие заболевания:5.